# Calafindeşti
Calafindeşti é uma comuna romena localizada no distrito de Suceava, na região de Bucovina. A comuna possui uma área de 34.21 quilômetros quadrados e sua população era de 2835 habitantes segundo o censo de 2007.